# Světový pohár ve sportovním lezení 2015
Světový pohár ve sportovním lezení 2015 se uskutečnil v devíti zemích. Zahájen byl 17. května v kanadském Saanichu prvním závodem světového poháru ve sportovním lezení disciplínou lezení na rychlost. V této disciplíně a v boulderingu se uskutečnilo celkem pět závodů. Poslední závod světového poháru se uskutečnil 14. listopadu ve slovinské Kranji (obtížnost). Zde byl ze sedmi závodů vyškrtáván nejhorší výsledek. Celkem proběhlo 13 (17) závodů pod patronátem IFSC, z toho čtyři pořadatelská města měla zdvojené disciplíny. V kombinaci se hodnotili závodníci, kteří se účastnili alespoň jednoho závodu ve více disciplínách. V roce 2015 se v uvedených disciplínách konalo také Mistrovství Evropy, které se do výsledků světového poháru nezapočítávalo.
Čeští lezci získali v celkovém hodnocení světového poháru 2015 medaile ve všech disciplínách včetně kombinace a zároveň všechny kovy. Adam Ondra (1. obtížnost, 3. bouldering, 1. kombinace) a Libor Hroza (2. rychlost). V jednotlivých závodech světového poháru 2015 získali celkem sedm medailí (3 zlaté, 4 stříbrné a 3 bronzové). Kromě Adama Ondry a Libora Hrozy získal stříbrnou medaili v boulderingu na světovém poháru v Mnichově ještě Martin Stráník. Celkem skončil na 14. místě, když vynechal dva závody v Číně.

## Přehledy závodů
| Kalendář závodů SP 2015 | Kalendář závodů SP 2015 | Kalendář závodů SP 2015 | Kalendář závodů SP 2015                                      | Kalendář závodů SP 2015 | Kalendář závodů SP 2015 | Kalendář závodů SP 2015 | Kalendář závodů SP 2015 | Kalendář závodů SP 2015 | Kalendář závodů SP 2015 |
| Datum                   | Místo                   | Země                    | Web                                                          | Počet závodníků         | Počet závodníků         | Počet závodníků         | Počet zemí              | Počet zemí              | Počet zemí              |
| Datum                   | Místo                   | Země                    | Web                                                          | obtížnost               | rychlost                | bouldering              | obtížnost               | rychlost                | bouldering              |
| ----------------------- | ----------------------- | ----------------------- | ------------------------------------------------------------ | ----------------------- | ----------------------- | ----------------------- | ----------------------- | ----------------------- | ----------------------- |
| 17. května              | Saanich                 | Kanada                  | Climbtheboulders Archivováno 12. 1. 2016 na Wayback Machine. | -                       | 20+17                   | -                       | -                       | 9                       | -                       |
| 30.-31. května          | Toronto                 | Kanada                  | Boulderingcanada                                             | -                       | -                       | 73+59                   | -                       | -                       | 25                      |
| 5.-6. června            | Vail                    | USA                     | Mountaingames                                                | -                       | -                       | 76+52                   | -                       | -                       | 24                      |
| 20.-21. června          | Čchung-čching           | Čína                    | CMA Archivováno 12. 1. 2016 na Wayback Machine.              | -                       | 27+16                   | 56+33                   | -                       | 13                      | 24                      |
| 26.-27. června          | Chaj-jang               | Čína                    | CMA Archivováno 12. 1. 2016 na Wayback Machine.              | -                       | 25+16                   | 53+31                   | -                       | 14                      | 25                      |
| 11.-12. července        | Chamonix                | Francie                 | Chamonixsport                                                | 90+62                   | 42+35                   | -                       | 29                      | 18                      | -                       |
| 17.-18. července        | Briançon                | Francie                 | FFME                                                         | 78+51                   | -                       | -                       | 26                      | -                       | -                       |
| 31. července - 1. srpna | Imst                    | Rakousko                | Klettern-imst                                                | 62+47                   | -                       | -                       | 23                      | -                       | -                       |
| 14.-15. srpna           | Mnichov                 | Německo                 | Boulderweltcup Archivováno 25. 7. 2020 na Wayback Machine.   | -                       | -                       | 124+86                  | -                       | -                       | 39                      |
| 21.-22. srpna           | Stavanger               | Norsko                  | Worldcupstavanger[nedostupný zdroj]                          | 56+41                   | -                       | -                       | 19                      | -                       | -                       |
| 26.-27. září            | Puurs                   | Belgie                  | Worldcuppuurs                                                | 68+37                   | -                       | -                       | 23                      | -                       | -                       |
| 17.-18. října           | Wu-ťiang                | Čína                    | CMA Archivováno 12. 1. 2016 na Wayback Machine.              | 29+20                   | 21+16                   | -                       | 15                      | 12                      | -                       |
| 14.-15. listopadu       | Kranj                   | Slovinsko               | Worldcupkranj                                                | 66+43                   | -                       | -                       | 20                      | -                       | -                       |
| Celkem                  | 13                      | 9                       | IFSC                                                         | x                       | x                       | x                       | 36                      | 20                      | 46                      |

### Muži
| Výsledky SP v lezení na obtížnost 2015 (7-1) | Výsledky SP v lezení na obtížnost 2015 (7-1) | Výsledky SP v lezení na obtížnost 2015 (7-1) | Výsledky SP v lezení na obtížnost 2015 (7-1) | Výsledky SP v lezení na obtížnost 2015 (7-1) | Výsledky SP v lezení na obtížnost 2015 (7-1) | Výsledky SP v lezení na obtížnost 2015 (7-1) | Výsledky SP v lezení na obtížnost 2015 (7-1) | Výsledky SP v lezení na obtížnost 2015 (7-1) | Výsledky SP v lezení na obtížnost 2015 (7-1) | Výsledky SP v lezení na obtížnost 2015 (7-1) |
| Pořadí                                       | Jméno                                        | Země                                         | Body                                         | Kranj                                        | Wu-ťiang                                     | Puurs                                        | Stavanger                                    | Imst                                         | Briançon                                     | Chamonix                                     |
| -------------------------------------------- | -------------------------------------------- | -------------------------------------------- | -------------------------------------------- | -------------------------------------------- | -------------------------------------------- | -------------------------------------------- | -------------------------------------------- | -------------------------------------------- | -------------------------------------------- | -------------------------------------------- |
| 1.                                           | Adam Ondra                                   | Česko                                        | 458.00                                       | 1. 100.00                                    | 1. 100.00                                    | 10.-11. (32.)                                | 2. 80.00                                     | 4. 55.00                                     | 7. 43.00                                     | 2. 80.00                                     |
| 2.                                           | Gautier Supper                               | Francie                                      | 400.00                                       | 8. (40.00)                                   | 7. 43.00                                     | 4. 55.00                                     | 1. 100.00                                    | 5. 51.00                                     | 1. 100.00                                    | 5. 51.00                                     |
| 3.                                           | Jakob Schubert                               | Rakousko                                     | 396.00                                       | 3. 65.00                                     | 5. 51.00                                     | 2. 80.00                                     | 4. 55.00                                     | 2. 80.00                                     | 3. 65.00                                     | 6. (47.00)                                   |
| 55.                                          | Martin Jech                                  | Česko                                        | 6.00                                         | 53. 0.00                                     | 25. 6.00                                     | 52. 0.00                                     | 34. 0.00                                     | 36. 0.00                                     | 62.-64. 0.                                   | 77. 0.00                                     |
| 0.                                           | Tomáš Binter                                 | Česko                                        | 0.                                           | 58. 0.00                                     | -                                            | -                                            | 31.-33. 0.                                   | 56. 0.00                                     | 54. 0.00                                     | 62. 0.00                                     |
| 0.                                           | Jan Zíma                                     | Česko                                        | 0.                                           | 59 0.00                                      | -                                            | -                                            | -                                            | 53. 0.00                                     | -                                            | 81. 0.00                                     |
| 0.                                           | Martin Klemsa                                | Česko                                        | 0.                                           | -                                            | -                                            | 64. 0.00                                     | -                                            | 61. 0.00                                     | -                                            | -                                            |
| počet finalistů                              | počet finalistů                              | počet finalistů                              | počet finalistů                              | 8                                            | 8                                            | 8                                            | 8                                            | 8                                            | 8                                            | 8                                            |
| počet semifinalistů                          | počet semifinalistů                          | počet semifinalistů                          | počet semifinalistů                          | 26                                           | 26                                           | 26                                           | 26                                           | 26                                           | 26                                           | 26                                           |
| bodovaných závodníků                         | bodovaných závodníků                         | bodovaných závodníků                         | 68                                           | 30                                           | 29                                           | 30                                           | 30                                           | 30                                           | 29                                           | 30                                           |
| celkový počet závodníků                      | celkový počet závodníků                      | celkový počet závodníků                      | -                                            | 66                                           | 29                                           | 68                                           | 56                                           | 62                                           | 78                                           | 90                                           |

| Výsledky SP v lezení na rychlost 2015 (5) | Výsledky SP v lezení na rychlost 2015 (5) | Výsledky SP v lezení na rychlost 2015 (5) | Výsledky SP v lezení na rychlost 2015 (5) | Výsledky SP v lezení na rychlost 2015 (5) | Výsledky SP v lezení na rychlost 2015 (5) | Výsledky SP v lezení na rychlost 2015 (5) | Výsledky SP v lezení na rychlost 2015 (5) | Výsledky SP v lezení na rychlost 2015 (5) |
| Pořadí                                    | Jméno                                     | Země                                      | Body                                      | Wu-ťiang                                  | Chamonix                                  | Chaj-jang                                 | Čchung-čching                             | Saanich                                   |
| ----------------------------------------- | ----------------------------------------- | ----------------------------------------- | ----------------------------------------- | ----------------------------------------- | ----------------------------------------- | ----------------------------------------- | ----------------------------------------- | ----------------------------------------- |
| 1.                                        | Čung Čchi-sin                             | Čína                                      | 405.00                                    | 8. 40.00                                  | 3. 65.00                                  | 1. 100.00                                 | 1. 100.00                                 | 1. 100.00                                 |
| 2.                                        | Libor Hroza                               | Česko                                     | 322.00                                    | 2. 80.00                                  | 1. 100.00                                 | 5. 51.00                                  | 3. 65.00                                  | 13. 26.00                                 |
| 3.                                        | Danijil Boldyrev                          | Ukrajina                                  | 295.00                                    | 4. 55.00                                  | 2. 80.00                                  | 2. 80.00                                  | 2. 80.00                                  | -                                         |
| 0.                                        | Petr Burian                               | Česko                                     | 0.00                                      | -                                         | 36. 0.00                                  | -                                         | -                                         | -                                         |
| počet finalistů                           | počet finalistů                           | počet finalistů                           | počet finalistů                           | 4                                         | 4                                         | 4                                         | 4                                         | 4                                         |
| počet semifinalistů                       | počet semifinalistů                       | počet semifinalistů                       | počet semifinalistů                       | 16/8                                      | 16/8                                      | 16/8                                      | 16/8                                      | 16/8                                      |
| bodovaných závodníků                      | bodovaných závodníků                      | bodovaných závodníků                      | 56                                        | 21                                        | 30                                        | 25                                        | 27                                        | 20                                        |
| počet závodníků                           | počet závodníků                           | počet závodníků                           | -                                         | 21                                        | 42                                        | 25                                        | 27                                        | 20                                        |

| Výsledky SP v boulderingu 2015 (5) | Výsledky SP v boulderingu 2015 (5) | Výsledky SP v boulderingu 2015 (5) | Výsledky SP v boulderingu 2015 (5) | Výsledky SP v boulderingu 2015 (5) | Výsledky SP v boulderingu 2015 (5) | Výsledky SP v boulderingu 2015 (5) | Výsledky SP v boulderingu 2015 (5) | Výsledky SP v boulderingu 2015 (5) |
| Pořadí                             | Jméno                              | Země                               | Body                               | Mnichov                            | Chaj-jang                          | Čchung-čching                      | Vail                               | Toronto                            |
| ---------------------------------- | ---------------------------------- | ---------------------------------- | ---------------------------------- | ---------------------------------- | ---------------------------------- | ---------------------------------- | ---------------------------------- | ---------------------------------- |
| 1.                                 | Čon Džong-won                      | Jižní Korea                        | 292.00                             | 3. 65.00                           | 1. 100.00                          | 2. 80.00                           | -                                  | 6. 47.00                           |
| 2.                                 | Jan Hojer                          | Německo                            | 264.00                             | 5. 51.00                           | 4. 55.00                           | 4. 55.00                           | 1. 100.00                          | 27. 3.00                           |
| 3.                                 | Adam Ondra                         | Česko                              | 259.00                             | 8. 38.00                           | 5. 51.00                           | 8. 40.00                           | 3. 65.00                           | 3. 65.00                           |
| 14.                                | Martin Stráník                     | Česko                              | 103.00                             | 2. 80.00                           | -                                  | -                                  | 16. 20.00                          | 27. 3.00                           |
| 0.                                 | Štěpán Stráník                     | Česko                              | 0.00                               | 73.-78. 0.                         | -                                  | -                                  | -                                  | -                                  |
| 0.                                 | Roman Kučera                       | Česko                              | 0.00                               | 87.-88. 0.                         | -                                  | -                                  | -                                  | -                                  |
| 0.                                 | Jakub Jedlička                     | Česko                              | 0.00                               | 94. 0.00                           | -                                  | -                                  | -                                  | -                                  |
| počet finalistů                    | počet finalistů                    | počet finalistů                    | počet finalistů                    | 6                                  | 6                                  | 7                                  | 7                                  | 7                                  |
| počet semifinalistů                | počet semifinalistů                | počet semifinalistů                | počet semifinalistů                | 20                                 | 21                                 | 21                                 | 20                                 | 21                                 |
| bodovaných závodníků               | bodovaných závodníků               | bodovaných závodníků               | 64                                 | 31                                 | 30                                 | 30                                 | 30                                 | 30                                 |
| počet závodníků                    | počet závodníků                    | počet závodníků                    | -                                  | 124                                | 53                                 | 56                                 | 76                                 | 73                                 |

| Výsledky SP 2015 - kombinace | Výsledky SP 2015 - kombinace | Výsledky SP 2015 - kombinace | Výsledky SP 2015 - kombinace |
| Pořadí                       | Jméno                        | Země                         | Body                         |
| ---------------------------- | ---------------------------- | ---------------------------- | ---------------------------- |
| 1.                           | Adam Ondra                   | Česko                        | 674.00                       |
| 2.                           | Sean McColl                  | Kanada                       | 486.00                       |
| 3.                           | Domen Škofic                 | Slovinsko                    | 407.00                       |
| 11                           | bodovaných celkem            | bodovaných celkem            | bodovaných celkem            |

### Ženy
| Výsledky SP v lezení na obtížnost 2015 (7-1) | Výsledky SP v lezení na obtížnost 2015 (7-1) | Výsledky SP v lezení na obtížnost 2015 (7-1) | Výsledky SP v lezení na obtížnost 2015 (7-1) | Výsledky SP v lezení na obtížnost 2015 (7-1) | Výsledky SP v lezení na obtížnost 2015 (7-1) | Výsledky SP v lezení na obtížnost 2015 (7-1) | Výsledky SP v lezení na obtížnost 2015 (7-1) | Výsledky SP v lezení na obtížnost 2015 (7-1) | Výsledky SP v lezení na obtížnost 2015 (7-1) | Výsledky SP v lezení na obtížnost 2015 (7-1) |
| Pořadí                                       | Jméno                                        | Země                                         | Body                                         | Kranj                                        | Wu-ťiang                                     | Puurs                                        | Stavanger                                    | Imst                                         | Briançon                                     | Chamonix                                     |
| -------------------------------------------- | -------------------------------------------- | -------------------------------------------- | -------------------------------------------- | -------------------------------------------- | -------------------------------------------- | -------------------------------------------- | -------------------------------------------- | -------------------------------------------- | -------------------------------------------- | -------------------------------------------- |
| 1.                                           | Mina Markovič                                | Slovinsko                                    | 527.00                                       | 1. 100.00                                    | 6. 47.00                                     | 2. 80.00                                     | 1. 100.00                                    | 1. 100.00                                    | 8. (40.00)                                   | 1. 100.00                                    |
| 2.                                           | Kim Ča-in                                    | Jižní Korea                                  | 461.00                                       | 4. 55.00                                     | 1. 100.00                                    | 1. 100.00                                    | 4. 55.00                                     | 12. (28.00)                                  | 1. 100.00                                    | 5. 51.00                                     |
| 3.                                           | Jessica Pilz                                 | Rakousko                                     | 435.00                                       | 2. 80.00                                     | 3. 65.00                                     | 4. (55.00)                                   | 2. 80.00                                     | 3. 65.00                                     | 2. 80.00                                     | 3. 65.00                                     |
| 34.-35.                                      | Iva Vejmolová                                | Česko                                        | 20.00                                        | 20. 12.00                                    | -                                            | -                                            | 26. 5.00                                     | 30. 1.00                                     | 36.-37. 0.                                   | 29. 2.00                                     |
| 0.                                           | Gabriela Vrablíková                          | Česko                                        | 0.00                                         | 38. 0.00                                     | -                                            | 33. 0.00                                     | -                                            | 42. 0.00                                     | 43. 0.00                                     | 58. 0.00                                     |
| 0.                                           | Eliška Vlčková                               | Česko                                        | 0.00                                         | 42. 0.00                                     | -                                            | -                                            | -                                            | 45. 0.00                                     | -                                            | -                                            |
| 0.                                           | Daniela Kotrbová                             | Česko                                        | 0.00                                         | -                                            | -                                            | -                                            | -                                            | 47. 0.00                                     | -                                            | -                                            |
| 0.                                           | Tereza Svobodová                             | Česko                                        | 0.00                                         | -                                            | -                                            | -                                            | -                                            | -                                            | 51. 0.00                                     | 57. 0.00                                     |
| počet finalistek                             | počet finalistek                             | počet finalistek                             | počet finalistek                             | 8                                            | 8                                            | 8                                            | 8                                            | 8                                            | 8                                            | 8                                            |
| počet semifinalistek                         | počet semifinalistek                         | počet semifinalistek                         | počet semifinalistek                         | 26                                           | 20                                           | 26                                           | 26                                           | 26                                           | 26                                           | 27                                           |
| bodovaných závodnic                          | bodovaných závodnic                          | bodovaných závodnic                          | 60                                           | 29                                           | 20                                           | 30                                           | 30                                           | 30                                           | 29                                           | 29                                           |
| počet závodnic                               | počet závodnic                               | počet závodnic                               | -                                            | 43                                           | 20                                           | 37                                           | 41                                           | 47                                           | 51                                           | 62                                           |

| Výsledky SP v lezení na rychlost 2015 (5) | Výsledky SP v lezení na rychlost 2015 (5) | Výsledky SP v lezení na rychlost 2015 (5) | Výsledky SP v lezení na rychlost 2015 (5) | Výsledky SP v lezení na rychlost 2015 (5) | Výsledky SP v lezení na rychlost 2015 (5) | Výsledky SP v lezení na rychlost 2015 (5) | Výsledky SP v lezení na rychlost 2015 (5) | Výsledky SP v lezení na rychlost 2015 (5) |
| Pořadí                                    | Jméno                                     | Země                                      | Body                                      | Wu-ťiang                                  | Chamonix                                  | Chaj-jang                                 | Čchung-čching                             | Saanich                                   |
| ----------------------------------------- | ----------------------------------------- | ----------------------------------------- | ----------------------------------------- | ----------------------------------------- | ----------------------------------------- | ----------------------------------------- | ----------------------------------------- | ----------------------------------------- |
| 1.                                        | Marija Krasavinová                        | Rusko                                     | 400.00                                    | 1. 100.00                                 | 3. 65.00                                  | 4. 55.00                                  | 1. 100.00                                 | 2. 80.00                                  |
| 2.                                        | Anouck Jaubert                            | Francie                                   | 390.00                                    | 2. 80.00                                  | 1. 100.00                                 | 1. 100.00                                 | 4. 55.00                                  | 4. 55.00                                  |
| 3.                                        | Julija Kaplinová                          | Rusko                                     | 365.00                                    | 4. 55.00                                  | 2. 80.00                                  | 3. 65.00                                  | 3. 65.00                                  | 1. 100.00                                 |
| počet finalistek                          | počet finalistek                          | počet finalistek                          | počet finalistek                          | 4                                         | 4                                         | 4                                         | 4                                         | 4                                         |
| počet semifinalistek                      | počet semifinalistek                      | počet semifinalistek                      | počet semifinalistek                      | 8                                         | 16/8                                      | 16/8                                      | 16/8                                      | 16/8                                      |
| bodovaných závodnic                       | bodovaných závodnic                       | bodovaných závodnic                       | 42                                        | 16                                        | 30                                        | 16                                        | 16                                        | 17                                        |
| počet závodnic                            | počet závodnic                            | počet závodnic                            | -                                         | 16                                        | 35                                        | 16                                        | 16                                        | 17                                        |

| Výsledky SP v boulderingu 2015 (5) | Výsledky SP v boulderingu 2015 (5) | Výsledky SP v boulderingu 2015 (5) | Výsledky SP v boulderingu 2015 (5) | Výsledky SP v boulderingu 2015 (5) | Výsledky SP v boulderingu 2015 (5) | Výsledky SP v boulderingu 2015 (5) | Výsledky SP v boulderingu 2015 (5) | Výsledky SP v boulderingu 2015 (5) |
| Pořadí                             | Jméno                              | Země                               | Body                               | Mnichov                            | Chaj-jang                          | Čchung-čching                      | Vail                               | Toronto                            |
| ---------------------------------- | ---------------------------------- | ---------------------------------- | ---------------------------------- | ---------------------------------- | ---------------------------------- | ---------------------------------- | ---------------------------------- | ---------------------------------- |
| 1.                                 | Akijo Noguči                       | Japonsko                           | 395.00                             | 4. 55.00                           | 2. 80.00                           | 1. 100.00                          | 2. 80.00                           | 2. 80.00                           |
| 2.                                 | Shauna Coxsey                      | Spojené království                 | 332.00                             | 1. 100.00                          | 3. 65.00                           | 3. 65.00                           | 3. 65.00                           | 9. 37.00                           |
| 3.                                 | Miho Nonaka                        | Japonsko                           | 276.00                             | 7. 43.00                           | 4. 55.00                           | 2. 80.00                           | 4. 55.00                           | 7. 43.00                           |
| 60.                                | Petra Růžičková                    | Česko                              | 3.00                               | 27. 3.00                           | -                                  | -                                  | -                                  | -                                  |
| 0.                                 | Karina Bílková                     | Česko                              | 0.00                               | 49.-51. 0.                         | -                                  | -                                  | -                                  | -                                  |
| 0.                                 | Nelly Kudrová                      | Česko                              | 0.00                               | 65.-66. 0.                         | -                                  | -                                  | -                                  | -                                  |
| 0.                                 | Daniela Kotrbová                   | Česko                              | 0.00                               | 85.-86. 0.                         | -                                  | -                                  | -                                  | -                                  |
| počet finalistek                   | počet finalistek                   | počet finalistek                   | počet finalistek                   | 6                                  | 6                                  | 6                                  | 6                                  | 6                                  |
| počet semifinalistek               | počet semifinalistek               | počet semifinalistek               | počet semifinalistek               | 20                                 | 20                                 | 20                                 | 20                                 | 20                                 |
| bodovaných závodnic                | bodovaných závodnic                | bodovaných závodnic                | 65                                 | 30                                 | 30                                 | 30                                 | 30                                 | 31                                 |
| počet závodnic                     | počet závodnic                     | počet závodnic                     | -                                  | 86                                 | 31                                 | 33                                 | 52                                 | 59                                 |

| Výsledky SP 2015 - kombinace | Výsledky SP 2015 - kombinace | Výsledky SP 2015 - kombinace | Výsledky SP 2015 - kombinace |
| Pořadí                       | Jméno                        | Země                         | Body                         |
| ---------------------------- | ---------------------------- | ---------------------------- | ---------------------------- |
| 1.                           | Kim Ča-in                    | Jižní Korea                  | 432.00                       |
| 2.                           | Akijo Noguči                 | Japonsko                     | 421.00                       |
| 3.                           | Juka Kobajašiová             | Japonsko                     | 286.00                       |
| 13                           | bodovaných celkem            | bodovaných celkem            | bodovaných celkem            |

### Pořadí států
| Výsledky SP v lezení na obtížnost 2015 | Výsledky SP v lezení na obtížnost 2015 | Výsledky SP v lezení na obtížnost 2015 |
| Pořadí                                 | Země                                   | Body                                   |
| -------------------------------------- | -------------------------------------- | -------------------------------------- |
| 1.                                     | Francie                                | 1635                                   |
| 2.                                     | Slovinsko                              | 1457                                   |
| 3.                                     | Rakousko                               | 1400                                   |
| 8.                                     | Česko                                  | 484                                    |
| 24 bodovaných zemí ze 36 zúčastněných  |                                        |                                        |

| 1.                                    | Rusko   | 1614 |
| 2.                                    | Polsko  | 1188 |
| 3.                                    | Francie | 1007 |
| 7.                                    | Česko   | 322  |
| 17 bodovaných zemí ze 20 zúčastněných |         |      |

| 1.                                    | Japonsko | 1352 |
| 2.                                    | Francie  | 855  |
| 3.                                    | USA      | 670  |
| 9.                                    | Česko    | 365  |
| 31 bodovaných zemí ze 46 zúčastněných |          |      |

### Čeští medailisté v jednotlivých závodech SP 2015
| Datum a Místo                | Disciplína         | Lezec/lezkyně  | Zlato         | Stříbro          | Bronz            |
| ---------------------------- | ------------------ | -------------- | ------------- | ---------------- | ---------------- |
| 30.-31. května Toronto       | Bouldering 1. kolo | Adam Ondra     |               |                  | Bronzová medaile |
| 5.-6. června Vail            | Bouldering 2. kolo | Adam Ondra     |               |                  | Bronzová medaile |
| 20.-21. června Čchung-čching | Rychlost 2. kolo   | Libor Hroza    |               |                  | Bronzová medaile |
| 11.-12. července Chamonix    | Obtížnost 1. kolo  | Adam Ondra     |               | Stříbrná medaile |                  |
| 11.-12. července Chamonix    | Rychlost 4. kolo   | Libor Hroza    | Zlatá medaile |                  |                  |
| 14.-15. srpna Mnichov        | Bouldering 5. kolo | Martin Stráník |               | Stříbrná medaile |                  |
| 21.-22. srpna Stavanger      | Obtížnost 4. kolo  | Adam Ondra     |               | Stříbrná medaile |                  |
| 17.-18. října Wu-ťiang       | Obtížnost 6. kolo  | Adam Ondra     | Zlatá medaile |                  |                  |
| 17.-18. října Wu-ťiang       | Rychlost 5. kolo   | Libor Hroza    |               | Stříbrná medaile |                  |
| 14.-15. listopadu Kranj      | Obtížnost 7. kolo  | Adam Ondra     | Zlatá medaile |                  |                  |

### Videozáznamy ze SP 2015
Sportovní kanál IFSC na Youtube; kromě Číny byly všechny SP vysílány v přímém přenosu a zároveň ukládány jako záznam
| Místo         | Pozvánka | Obtížnost | Obtížnost  | Rychlost | Rychlost   | Bouldering | Bouldering | Jiné |
| Místo         | Pozvánka | finále    | semifinále | finále   | semifinále | finále     | semifinále | Jiné |
| ------------- | -------- | --------- | ---------- | -------- | ---------- | ---------- | ---------- | ---- |
| Saanich       | x        | -         | -          | x        | x          | -          | -          |      |
| Toronto       | x        | -         | -          | -        | -          | x          | x          |      |
| Vail          | x        | -         | -          | -        | -          | x          | x          |      |
| Čchung-čching | x        | -         | -          | x        | x          | x          | x          |      |
| Chaj-jang     | x        | -         | -          | x        | x          | x          | x          |      |
| Chamonix      | x        | x         | x          | x        | x          | -          | -          |      |
| Briançon      | x        | x         | x          | -        | -          | -          | -          |      |
| Imst          | x        | x         | x          | -        | -          | -          | -          |      |
| Mnichov       | x        | -         | -          | -        | -          | x          | x          |      |
| Stavanger     | x        | x         | x          | -        | -          | -          | -          |      |
| Puurs         | x        | x         | x          | -        | -          | -          | -          |      |
| Wu-ťiang      | x        | x         | x          | x        | x          | -          | -          |      |
| Kranj         | x        | muži/ženy | muži/ženy  | -        | -          | -          | -          |      |